# You Keep Running Away
"You Keep Running Away" is een single van de Amerikaanse soul- en r&b-groep Four Tops. Alhoewel het nummer een hit voor de groep was, haalde het, net als zijn voorganger "7 Rooms of Gloom", de top tien op de poplijst niet. In de Verenigde Staten bleef het nummer daarop namelijk op nummer 19 steken en in Canada en het Verenigd Koninkrijk op nummer 26. Daarentegen kende "You Keep Running Away" wel een toptiennotering op de r&b-hitlijst, waar het op nummer 7 als hoogste notering bleef hangen.
"You Keep Running Away" werd net als de al eerder genoemde voorganger en nummers als "Bernadette", "Standing in the Shadows of Love" en "Reach Out, I'll Be There" in dezelfde, meer volwassen stijl geschreven dan eerdere successen als "Something about You" en "Shake Me, Wake Me (When It's Over)". "You Keep Running Away" was overigens ook de laatste uit deze reeks. Dit kwam doordat het schrijversteam van deze nummers, het drietal Holland-Dozier-Holland, rond deze tijd de platenmaatschappij van de Four Tops, Motown, verliet om hun eigen labels op te richten. Na het vertrek van H-D-H brachten de Four Tops steeds minder succesvolle singles op het Motownlabel uit, tot en met het succes van "Still Water (Love)" uit 1970. Het onderwerp van "You Keep Running Away", bedacht door Eddie Holland, de tekstschrijver van het drietal, is dat de geliefde van de verteller, leadzanger van de Four Tops Levi Stubbs in dit geval, zijn trots schaadt doordat ze hem keer op keer verlaat en hij haar dan steeds moet smeken om bij hem terug te komen. Het muzikale gedeelte van het nummer werd bedacht door de overige twee leden van Holland-Dozier-Holland, Lamont Dozier en Brian Holland. Dit duo produceerde het nummer tevens.
"You Keep Running Away" was de eerste single van de Four Tops tijdens hun carrière bij Motown die niet op een regulier studioalbum van de groep verscheen. Wel kwam het nummer voor op het album Greatest Hits Vol. 2. Net als de A-kant is de B-kant van de single, het nummer getiteld "If You Don't Want My Love", niet te horen op een regulier studioalbum. Daarnaast verscheen het liedje overigens op helemaal geen enkel album, dit dus in tegenstelling tot "You Keep Running Away".

## Bezetting
- Leadzang: Levi Stubbs
- Achtergrond: Abdul "Duke" Fakir, Lawrence Payton, Renaldo "Obie" Benson en The Andantes
- Instrumentatie: The Funk Brothers
- Schrijvers: Holland-Dozier-Holland
- Productie: Brian Holland & Lamont Dozier